# Philygria mocsaryi
Philygria mocsaryi är en tvåvingeart som beskrevs av Kertesz 1910. Philygria mocsaryi ingår i släktet Philygria och familjen vattenflugor.
Artens utbredningsområde är Rumänien. Inga underarter finns listade i Catalogue of Life.